# Steven Dias
Steven Dias (Bombay, 25 dicembre 1983) è un allenatore di calcio ed ex calciatore indiano, di ruolo centrocampista. Allenatore dello Jamshedpur B.

## Carriera

### Club
Durante la sua carriera ha giocato con varie squadre di club, tra cui il Churchill Brothers, in cui milita dal 2010 al 2014.

### Nazionale
Conta numerose presenze nella nazionale indiana, con la quale ha esordito nel 2004; nel 2011 ha partecipato alla Coppa d'Asia.

## Statistiche

### Cronologia presenze e reti in nazionale
| Cronologia completa delle presenze e delle reti in nazionale ― India | Cronologia completa delle presenze e delle reti in nazionale ― India | Cronologia completa delle presenze e delle reti in nazionale ― India | Cronologia completa delle presenze e delle reti in nazionale ― India | Cronologia completa delle presenze e delle reti in nazionale ― India | Cronologia completa delle presenze e delle reti in nazionale ― India | Cronologia completa delle presenze e delle reti in nazionale ― India | Cronologia completa delle presenze e delle reti in nazionale ― India |
| Data                                                                 | Città                                                                | In casa                                                              | Risultato                                                            | Ospiti                                                               | Competizione                                                         | Reti                                                                 | Note                                                                 |
| -------------------------------------------------------------------- | -------------------------------------------------------------------- | -------------------------------------------------------------------- | -------------------------------------------------------------------- | -------------------------------------------------------------------- | -------------------------------------------------------------------- | -------------------------------------------------------------------- | -------------------------------------------------------------------- |
| 16-08-2006                                                           | Calcutta                                                             | India                                                                | 0 – 3                                                                | Arabia Saudita                                                       | Qual. Coppa d'Asia 2007                                              | -                                                                    |                                                                      |
| 06-09-2006                                                           | Gedda                                                                | Arabia Saudita                                                       | 7 – 1                                                                | India                                                                | Qual. Coppa d'Asia 2007                                              | -                                                                    |                                                                      |
| 11-10-2006                                                           | Bangalore                                                            | India                                                                | 0 – 3                                                                | Giappone                                                             | Qual. Coppa d'Asia 2007                                              | -                                                                    |                                                                      |
| 15-11-2006                                                           | Sana'a                                                               | Yemen                                                                | 2 – 1                                                                | India                                                                | Qual. Coppa d'Asia 2007                                              | -                                                                    |                                                                      |
| 08-10-2007                                                           | Saida                                                                | Libano                                                               | 4 – 1                                                                | India                                                                | Qual. Coppa d'Asia 2011                                              | -                                                                    |                                                                      |
| 30-10-2007                                                           | Margao                                                               | India                                                                | 2 – 2                                                                | Libano                                                               | Qual. Coppa d'Asia 2011                                              | 1                                                                    |                                                                      |
| 01-08-2008                                                           | Hyderabad                                                            | Tagikistan                                                           | 1 – 1                                                                | India                                                                | AFC Challenge Cup 2008 - 1º turno                                    | -                                                                    |                                                                      |
| 03-08-2008                                                           | Hyderabad                                                            | Turkmenistan                                                         | 1 – 2                                                                | India                                                                | AFC Challenge Cup 2008 - 1º turno                                    | -                                                                    | 75’                                                                  |
| 07-08-2008                                                           | Hyderabad                                                            | Birmania                                                             | 0 – 1                                                                | India                                                                | AFC Challenge Cup 2008 - Semifinale                                  | -                                                                    | 90’                                                                  |
| 13-08-2008                                                           | Nuova Delhi                                                          | India                                                                | 4 – 1                                                                | Tagikistan                                                           | AFC Challenge Cup 2008 - Finale                                      | -                                                                    | 86’                                                                  |
| 14-01-2009                                                           | Hong Kong                                                            | Hong Kong                                                            | 2 – 1                                                                | India                                                                | Amichevole                                                           | -                                                                    |                                                                      |
| 19-08-2009                                                           | Nuova Delhi                                                          | Libano                                                               | 1 – 0                                                                | India                                                                | Nehru Cup 2009 - 1º turno                                            | -                                                                    |                                                                      |
| 23-08-2009                                                           | Nuova Delhi                                                          | India                                                                | 2 – 1                                                                | Kirghizistan                                                         | Nehru Cup 2009 - 1º turno                                            | -                                                                    |                                                                      |
| 26-08-2009                                                           | Nuova Delhi                                                          | India                                                                | 3 – 1                                                                | Sri Lanka                                                            | Nehru Cup 2009 - 1º turno                                            | 1                                                                    | 87’                                                                  |
| 29-08-2009                                                           | Nuova Delhi                                                          | India                                                                | 0 – 1                                                                | Siria                                                                | Nehru Cup 2009 - 1º turno                                            | -                                                                    | 69’                                                                  |
| 31-08-2009                                                           | Nuova Delhi                                                          | India                                                                | 1 – 1 dts (5 - 4 dtr)                                                | Siria                                                                | Nehru Cup 2009 - Finale                                              | -                                                                    |                                                                      |
| 08-09-2010                                                           | Mumbai                                                               | India                                                                | 1 – 2                                                                | Thailandia                                                           | Amichevole                                                           | -                                                                    | 56’                                                                  |
| 04-10-2010                                                           | Mumbai                                                               | India                                                                | 0 – 1                                                                | Hong Kong                                                            | Amichevole                                                           | -                                                                    | 66’                                                                  |
| 08-10-2010                                                           | Pune                                                                 | India                                                                | 3 – 1                                                                | Vietnam                                                              | Amichevole                                                           | -                                                                    | 66’                                                                  |
| 10-01-2011                                                           | Doha                                                                 | Australia                                                            | 4 – 0                                                                | India                                                                | Coppa d'Asia 2011 - 1º turno                                         | -                                                                    | 79’                                                                  |
| 14-01-2011                                                           | Doha                                                                 | India                                                                | 5 – 2                                                                | Bahrein                                                              | Coppa d'Asia 2011 - 1º turno                                         | -                                                                    | 18’                                                                  |
| 18-01-2011                                                           | Doha                                                                 | Corea del Sud                                                        | 3 – 1                                                                | India                                                                | Coppa d'Asia 2011 - 1º turno                                         | -                                                                    |                                                                      |
| 21-03-2011                                                           | Kuala Lumpur                                                         | India                                                                | 3 – 0                                                                | Taipei cinese                                                        | AFC Challenge Cup 2011 - 1º turno                                    | -                                                                    | 72’                                                                  |
| 23-03-2011                                                           | Kuala Lumpur                                                         | Pakistan                                                             | 1 – 3                                                                | India                                                                | AFC Challenge Cup 2011 - 1º turno                                    | 1                                                                    | 90+3’                                                                |
| 23-07-2011                                                           | al-'Ayn                                                              | Emirati Arabi Uniti                                                  | 3 – 0                                                                | India                                                                | Qual. Mondiali 2014                                                  | -                                                                    | 28’                                                                  |
| 28-07-2011                                                           | Nuova Delhi                                                          | India                                                                | 2 – 2                                                                | Emirati Arabi Uniti                                                  | Qual. Mondiali 2014                                                  | -                                                                    | 62’                                                                  |
| 21-08-2011                                                           | Port of Spain                                                        | Trinidad e Tobago                                                    | 3 – 0                                                                | India                                                                | Amichevole                                                           | -                                                                    | 83’                                                                  |
| 24-08-2011                                                           | Caienna                                                              | Guyana                                                               | 2 – 1                                                                | India                                                                | Amichevole                                                           | 1                                                                    | 73’                                                                  |
| Totale                                                               |                                                                      | Presenze                                                             | 28                                                                   |                                                                      | Reti                                                                 | 4                                                                    |                                                                      |

### Carriera da allenatore
| Stagione        | Squadra                  | Campionato      | Piazzamento     | Andamento | Andamento | Andamento | Andamento | Andamento  |
| Stagione        | Squadra                  | Campionato      | Piazzamento     | Giocate   | Vittorie  | Pareggi   | Sconfitte | % vittorie |
| --------------- | ------------------------ | --------------- | --------------- | --------- | --------- | --------- | --------- | ---------- |
| 2021            | Odisha                   | ISL             | 11              | 2         | 1         | 0         | 1         | 50,00      |
| 2022-2023       | Ambernath United Atlanta | IL2             | 3               | 12        | 7         | 2         | 3         | 58,33      |
| 2023-2024       | Jamshedpur B             | IL2             | -               | 0         | 0         | 0         | 0         | —          |
| Totale carriera | Totale carriera          | Totale carriera | Totale carriera | 14        | 8         | 2         | 4         | 57,14      |

## Palmarès

### Club

#### Competizioni nazionali
- Durand Cup: 1

Mahindra United: 2008
- Coppa della Federazione indiana: 2

Mahindra United: 2003, 2005
- IFA Shield: 2

Mahindra United: 2006, 2008
- I-League: 1

Churchill Brothers: 2012-2013